# Blenda
Sagnet om Blenda fortæller om kvinden Blenda i Värend i Sverige som sammen med bygdens kvinder skulle have besejret en dansk hær. Ifølge sagnet skal mændene i Värend have været på krigstogt i Västergötland med Kong Alle, da danskerne angreb. Värends kvinder inviterede danskerne på gæstebud på Bråvalla hede og da mændene så var blevet berusede, stak kvinderne dem ned og dræbte dem. Som anerkendelse for dette skal Värends kvinder bl.a. have fået lige arveret med mænd, samt retten til at drage til kirken på sin bryllupsdag klædt i fuld stridsrustning, ledsagede af pauker og trommer. 

## Sagnets historie
Sagnet blev opdigtet i slutningen af 1600-tallet af regementskvartermester Petter Rudebeck, og forekom længe i seriøs svensk historieskrivning. Det blev forfattet 1691 som grundlag til illustrationerne i Suecia antiqua et hodierna, og på kortet over Bråvalla hede i værket, trykt 1693 forekommer Blendas navn. Fortællingen spredte sig derefter hurtigt i et antal skillingetryk, og da Olof von Dalin tog den op i sine historiske værker, vandt den historisk autoritet. Tilsyneladende havde Rudebeck den antikke historie om Philotis som et forbillede, en slavepige der på lignende vis fik succes med at stoppe en armé fra byen Fidenae som havde omringet Rom, da byen var svækket efter den gæliske invasion år 387 f.Kr. Dele af fortællingerne er dog ældre, og visse af fortællingerne genfindes endda i Joannes Baazius' Inventarium Ecclesiæ Sueogothorum og hos Johan Stiernhöök. Begges redegørelser er dog meget kortfattede og nævner ikke Blendas navn. Allerede 1637 omtales Värendsretten - kvindernes lige arveret - som urgammel og baseret på ældre lovtekster, af hvilke man ikke længere forstod noget.
Ifølge Rudebeck skal disse hændelser have fundet sted år 2493 efter verdens skabelse.
Flere forsøg er gjort for at bevise dette sagns historiske sandsynlighed. Johan Stiernhöök ville datere hændelserne til 700-tallet. Olof von Dalin gættede på at striden havde fundet sted i 1270-tallet under et angreb af Erik Klipping mod Småland. Sven Lagerbring henlagde, med reservationer, hændelsen til kong Sven Grates angreb på Sverige i 1150-tallet. Nogle senere forfattere har antaget, at den indtraf ved tiden for Sigurd Jorsalafarers angreb på Kalmar 1123 eller under striderne kort før Trekongemødet i 1101. Sagnets sandsynlige oprindelse er redegjort for af Carl Johan Schlyter og denne anser, at fortællingen er blevet opfundet for at forklare opkomsten af den lige arveret i Värend. I tryk møder man sagnets forbindelse med denne sædvaneret først hos Johan Stiernhöök, hvor det hedder, at kvinderne i Värend havde fået denne ret "af Hakon Ring" som belønning for i Slaget ved Bråvalla mod Harald Hildetand at have vist tapperhed. I sin udførlige og udsmykkede form, hvor Blendas navn nævnes for første gang i skrift, forekommer sagnet i de bilag, i hvilke man i 1680- og 1690-erne søgte hos lovkommissionen dels at beskytte den lige arveret, dels som argument mod den nye kirkelovs forbud mod trommers anvendelse ved brudefærd.